# علم الملاءمة

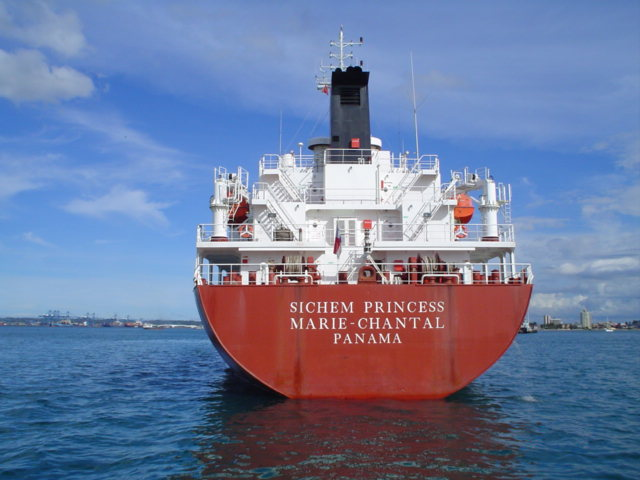

علم الملائمة  أو راية السفينة هو علَمٌ ترفعه السفن أثناء ملاحتها للإشارة إلى بلد الذي جرى فيه تسجيل السفينة رغم أن الشركة العاملة والمشغلة للسفينة تكون تابعة لبلد آخر.
تقوم الشركات البحرية الناقلة بِاتّباع هذا الأسلوب للتقليل من تكاليف التشغيل أو لتجنب القوانين السَّارية في بلد مالك السفينة.